# Coppa Italia 1985-1986
La Coppa Italia 1985-1986 fu la 39ª edizione della manifestazione calcistica.
Iniziò il 21 agosto 1985 e si concluse il 14 giugno 1986. Fu vinta dalla Roma, che prevalse sulla Sampdoria in una doppia finale impoverita dall'assenza dei Nazionali (Nela, Ancelotti, Tancredi, Conti e Boniek per i giallorossi, Vierchowod, Vialli e Souness per i blucerchiati) convocati dalle rispettive Federazioni per il Mondiale di Calcio disputato in contemporanea. Da segnalare che alla formazione genovese fu assegnata una vittoria per 0-2 a tavolino nella semifinale di ritorno, in seguito al ferimento dell'arbitro Giancarlo Redini di Pisa da parte di un tifoso del Como.
La classifica marcatori venne vinta con 9 reti da Luca Cecconi, attaccante dell'Empoli, che giunse fino ai quarti di finale.

## Primo turno

### Girone 1
| Squadra       | P.ti | G | V | N | P | GF | GS | DR |
| ------------- | ---- | - | - | - | - | -- | -- | -- |
| 1. Fiorentina | 9    | 5 | 4 | 1 | 0 | 9  | 2  | +7 |
| 2. Juventus   | 6    | 5 | 2 | 2 | 1 | 10 | 5  | +5 |
| 3. Monza      | 6    | 5 | 2 | 2 | 1 | 6  | 5  | +1 |
| 4. Perugia    | 4    | 5 | 1 | 2 | 2 | 3  | 3  | 0  |
| 5. Palermo    | 4    | 5 | 2 | 0 | 3 | 5  | 10 | -5 |
| 6. Casertana  | 1    | 5 | 0 | 1 | 4 | 4  | 12 | -8 |

#### Risultati
| Arbitro: | Cornieti (Forlì) |

|  |           |                 |
|  | Marcatori | 69’ (rig.) Majo |

| Arbitro: | Esposito (Torre del Greco) |

|  |           |                                        |
|  | Marcatori | 27’ Iachini 43’ Massaro 53’ Battistini |

| Perugia 21 agosto 1985, ore 20:45 CEST 1ª giornata | Perugia          | 0 – 0 referto | Juventus | Stadio Renato Curi\| Arbitro: \| Paparesta (Bari) \| |
| Arbitro:                                           | Paparesta (Bari) |               |          |                                                      |

| Arbitro: | Baldi (Roma) |

|            |           |  |
| Massaro 9’ | Marcatori |  |

| Arbitro: | Coppetelli (Tivoli) |

|                                                  |           |                           |
| Laudrup 13’ Serena 33’ 34’ 47’ Mauro 59’ Pin 79’ | Marcatori | 72’ Ianniello 81’ Bonaldi |

| Arbitro: | Baldas (Trieste) |

|                        |           |  |
| Ambu 6’ 61’ Papais 39’ | Marcatori |  |

| Arbitro: | Greco (Lecce) |

|  |           |                          |
|  | Marcatori | 12’ Pagliari 47’ Allievi |

| Arbitro: | Boschi (Parma) |

|                 |           |               |
| Manfredonia 46’ | Marcatori | 33’ Antonelli |

| Arbitro: | Mattei (Macerata) |

|              |           |                               |
| De Vitis 24’ | Marcatori | 16’ Battistini 37’, 43’ Iorio |

| Arbitro: | Tubertini (Bologna) |

|           |           |                |
| Forte 10’ | Marcatori | 52’ Passarella |

| Arbitro: | Pieri (Genova) |

|                     |           |                                           |
| De Vitis 19’ (rig.) | Marcatori | 22’ Laudrup 26’ (rig.) Platini 53’ Serena |

| Perugia 1º settembre 1985, ore 17:00 CEST 4ª giornata | Perugia            | 0 – 0 referto | Monza | Stadio Renato Curi\| Arbitro: \| Fabricatore (Roma) \| |
| Arbitro:                                              | Fabricatore (Roma) |               |       |                                                        |

| Arbitro: | Magni (Bergamo) |

|                       |           |  |
| Passarella 75’ (rig.) | Marcatori |  |

| Arbitro: | Vecchiatini (Bologna) |

|                     |           |                      |
| Ambu 63’ Crusco 76’ | Marcatori | 25’ (aut.) Gasparini |

| Arbitro: | Lamorgese (Potenza) |

|            |           |                           |
| Cuoghi 20’ | Marcatori | 78’ De Vitis 79’ Pallanch |

### Girone 2
| Squadra              | P.ti | G | V | N | P | GF | GS | DR |
| -------------------- | ---- | - | - | - | - | -- | -- | -- |
| 1. Lanerossi Vicenza | 7    | 5 | 2 | 3 | 0 | 6  | 4  | +2 |
| 2. Padova            | 6    | 5 | 2 | 2 | 1 | 7  | 4  | +3 |
| 3. Napoli            | 6    | 5 | 2 | 2 | 1 | 5  | 2  | +3 |
| 4. Lecce             | 6    | 5 | 2 | 2 | 1 | 7  | 6  | +1 |
| 5. Pescara           | 3    | 5 | 0 | 3 | 2 | 5  | 7  | -2 |
| 6. Salernitana       | 2    | 5 | 0 | 2 | 3 | 3  | 10 | -7 |

#### Risultati
| Vicenza 21 agosto 1985, ore 20:45 CEST 1ª giornata | Lanerossi Vicenza | 0 – 0 referto | Salernitana | Stadio Romeo Menti\| Arbitro: \| Novi (Pisa) \| |
| Arbitro:                                           | Novi (Pisa)       |               |             |                                                 |

| Napoli 21 agosto 1985, ore 20:30 CEST 1ª giornata | Napoli         | 0 – 0 referto | Pescara | Stadio San Paolo\| Arbitro: \| Boschi (Parma) \| |
| Arbitro:                                          | Boschi (Parma) |               |         |                                                  |

| Arbitro: | Luci (Firenze) |

|                            |           |                        |
| Lamia Caputo 27’ Da Re 50’ | Marcatori | 34’ Raise 77’ Paciocco |

| Arbitro: | Longhi (Roma) |

|             |           |  |
| Filippi 30’ | Marcatori |  |

| Arbitro: | Fabricatore (Roma) |

|  |           |            |
|  | Marcatori | 44’ Favaro |

| Arbitro: | Redini (Pisa) |

|  |           |                           |
|  | Marcatori | 9’ Pasculli 65’ Di Chiara |

| Arbitro: | Baldi (Roma) |

|                    |           |               |
| Mazzeni 44’ (aut.) | Marcatori | Pasciullo 57’ |

| Padova 28 agosto 1985, ore 20:30 CEST 3ª giornata | Padova           | 0 – 0 referto | Napoli | Stadio Silvio Appiani\| Arbitro: \| Lanese (Messina) \| |
| Arbitro:                                          | Lanese (Messina) |               |        |                                                         |

| Arbitro: | Cornieti (Forlì) |

|                              |           |                                |
| Tappi 39’ Berardi 75’ (aut.) | Marcatori | 30’ (rig.) Rebonato 72’ Pagano |

| Arbitro: | Frigerio (Milano) |

|                       |           |           |
| Savino 20’ Rondon 48’ | Marcatori | 21’ Da Re |

| Arbitro: | Bruschini (Firenze) |

|                                 |           |            |
| Olivotto 4’ (aut.) Pasculli 76’ | Marcatori | 14’ Benini |

| Arbitro: | Magni (Bergamo) |

|                                         |           |                   |
| Maradona 5’ 35’ (rig.) Manzo 77’ (aut.) | Marcatori | 25’ (rig.) Billia |

| Arbitro: | Mattei (Macerata) |

|                        |           |  |
| Giordano 23’ Bagni 85’ | Marcatori |  |

| Arbitro: | D'Innocenzo (Ciampino) |

|                                              |           |  |
| Da Re 62’ Marchetti 70’ Giansanti 80’ (rig.) | Marcatori |  |

| Arbitro: | Luci (Firenze) |

|                                     |           |                          |
| Mascheroni 5’ (aut.) De Martino 20’ | Marcatori | 17’ Rondon 74’ Lucchetti |

### Girone 3
| Squadra      | P.ti | G | V | N | P | GF | GS | DR |
| ------------ | ---- | - | - | - | - | -- | -- | -- |
| 1. Atalanta  | 7    | 5 | 2 | 3 | 0 | 9  | 5  | +4 |
| 2. Sampdoria | 7    | 5 | 2 | 3 | 0 | 7  | 3  | +4 |
| 3. Lazio     | 7    | 5 | 2 | 3 | 0 | 5  | 2  | +3 |
| 4. Monopoli  | 4    | 5 | 2 | 0 | 3 | 3  | 6  | -3 |
| 5. Taranto   | 3    | 5 | 1 | 1 | 3 | 3  | 8  | -5 |
| 6. Catania   | 2    | 5 | 0 | 2 | 3 | 3  | 6  | -3 |

#### Risultati
| Arbitro: | Leni (Perugia) |

|            |           |  |
| Fiorini 6’ | Marcatori |  |

| Arbitro: | Pezzella (Frattamaggiore) |

|  |           |                         |
|  | Marcatori | 26’ Donadoni 66’ Valoti |

| Arbitro: | Lombardo (Marsala) |

|            |           |                                        |
| Caputi 85’ | Marcatori | 28’ 40’ Souness 44’ Vialli 83’ Francis |

| Arbitro: | Tubertini (Bologna) |

|                                 |           |                                |
| Magrin 47’ (rig.) Strömberg 54’ | Marcatori | 70’ (rig.) D'Amico 83’ Fiorini |

| Catania 25 agosto 1985, ore 17:00 CEST 2ª giornata | Catania          | 0 – 0 referto | Sampdoria | Stadio Cibali\| Arbitro: \| Casarin (Milano) \| |
| Arbitro:                                           | Casarin (Milano) |               |           |                                                 |

| Arbitro: | Cassi (Pisa) |

|          |           |  |
| Silva 8’ | Marcatori |  |

| Arbitro: | Paparesta (Bari) |

|                     |           |                  |
| Pedrinho 78’ (rig.) | Marcatori | 84’ (aut.) Picci |

| Arbitro: | Pellicanò (Reggio Calabria) |

|                |           |  |
| Pellegrini 36’ | Marcatori |  |

| Taranto 28 agosto 1985, ore 17:30 CEST 3ª giornata | Taranto       | 0 – 0 referto | Lazio | Stadio Erasmo Iacovone\| Arbitro: \| Testa (Prato) \| |
| Arbitro:                                           | Testa (Prato) |               |       |                                                       |

| Arbitro: | Gabbrielli (Prato) |

|                         |           |  |
| Magrin 12’ Simonini 77’ | Marcatori |  |

| Roma 1º settembre 1985, ore 20:45 CEST 4ª giornata | Lazio         | 0 – 0 referto | Sampdoria | Stadio Olimpico\| Arbitro: \| Redini (Pisa) \| |
| Arbitro:                                           | Redini (Pisa) |               |           |                                                |

| Arbitro: | Novi (Pisa) |

|                          |           |             |
| Di Michele 60’ Lanci 84’ | Marcatori | 32’ Luvanor |

| Arbitro: | Boschi (Parma) |

|                       |           |  |
| Podavini 30’ Caso 85’ | Marcatori |  |

| Arbitro: | Pairetto (Torino) |

|                             |           |                           |
| Lorenzo 49’ Osti 63’ (aut.) | Marcatori | 25’ Cantarutti 54’ Peters |

| Arbitro: | Da Pozzo (Monza) |

|                            |           |                |
| Paolucci 18’ Donatelli 89’ | Marcatori | 58’ Longobardo |

### Girone 4
| Squadra     | P.ti | G | V | N | P | GF | GS | DR  |
| ----------- | ---- | - | - | - | - | -- | -- | --- |
| 1. Inter    | 8    | 5 | 3 | 2 | 0 | 11 | 4  | +7  |
| 2. Empoli   | 5    | 5 | 1 | 3 | 1 | 9  | 5  | +4  |
| 3. Avellino | 5    | 5 | 1 | 3 | 1 | 7  | 5  | +2  |
| 4. Cesena   | 5    | 5 | 1 | 3 | 1 | 3  | 4  | -1  |
| 5. Brescia  | 5    | 5 | 2 | 1 | 2 | 6  | 8  | -2  |
| 6. Ancona   | 2    | 5 | 1 | 0 | 4 | 5  | 15 | -10 |

#### Risultati
| Arbitro: | Baldas (Trieste) |

|  |           |                                      |
|  | Marcatori | 3’ 27’ 37’ 44’ Cecconi 51’ Salvadori |

| Arbitro: | Bianciardi (Siena) |

|               |           |                    |
| Maritozzi 53’ | Marcatori | 37’ (rig.) Colomba |

| Cesena 21 agosto 1985, ore 21:00 CEST 1ª giornata | Cesena           | 0 – 0 referto | Inter | Stadio Dino Manuzzi\| Arbitro: \| Lanese (Messina) \| |
| Arbitro:                                          | Lanese (Messina) |               |       |                                                       |

| Arbitro: | Pellicanò (Reggio Calabria) |

|                                                        |           |  |
| Díaz 35’ Benedetti 40’ Marchini 46’ (aut.) Bertoni 67’ | Marcatori |  |

| Arbitro: | Frigerio (Milano) |

|                   |           |                  |
| Traini 35’ (rig.) | Marcatori | 47’ Della Monica |

| Arbitro: | Pezzella (Frattamaggiore) |

|                                   |           |                   |
| Tardelli 7’ Fanna 9’ Marangon 32’ | Marcatori | 82’ (rig.) Gritti |

| Benevento 28 agosto 1985, ore 17:30 CEST 3ª giornata | Avellino            | 0 – 0 referto | Cesena | Stadio Santa Colomba \| Arbitro: \| Lamorgese (Potenza) \| |
| Arbitro:                                             | Lamorgese (Potenza) |               |        |                                                            |

| Arbitro: | Novi (Pisa) |

|  |           |                            |
|  | Marcatori | 11’ 72’ Moro 79’ D'Adderio |

| Arbitro: | Pieri (Genova) |

|                    |           |                  |
| Cecconi 56’ (rig.) | Marcatori | 76’ (rig.) Brady |

| Arbitro: | Sguizzato (Verona) |

|          |           |                                             |
| Moro 55’ | Marcatori | 21’ 41’ 81’ (rig.) Altobelli 38’ Rummenigge |

| Arbitro: | Amendolia (Messina) |

|  |           |                        |
|  | Marcatori | 14’ Ascagni 77’ Gritti |

| Arbitro: | Lombardo (Marsala) |

|            |           |                 |
| Cecconi 6’ | Marcatori | 31’ Boccafresca |

| Arbitro: | Pirandola (Lecce) |

|          |           |                           |
| Moro 39’ | Marcatori | 22’ Angelini 81’ Perrotti |

| Arbitro: | Coppetelli (Tivoli) |

|                                  |           |             |
| Mossini 21’ Bonometti 56’ (rig.) | Marcatori | 75’ Cecconi |

| Arbitro: | Paparesta (Bari) |

|                                        |           |             |
| Rummenigge 20’ Fanna 41’ Altobelli 60’ | Marcatori | 51’ Bertoni |

### Girone 5
| Squadra      | P.ti | G | V | N | P | GF | GS | DR |
| ------------ | ---- | - | - | - | - | -- | -- | -- |
| 1. Pisa      | 8    | 5 | 3 | 2 | 0 | 10 | 5  | +5 |
| 2. Verona    | 6    | 5 | 2 | 2 | 1 | 6  | 3  | +3 |
| 3. Parma     | 6    | 5 | 2 | 2 | 1 | 3  | 3  | 0  |
| 4. Bologna   | 5    | 5 | 2 | 1 | 2 | 5  | 6  | -1 |
| 5. Cremonese | 3    | 5 | 1 | 1 | 3 | 5  | 9  | -4 |
| 6. Piacenza  | 2    | 5 | 0 | 2 | 3 | 7  | 10 | -3 |

#### Risultati
| Arbitro: | Mattei (Macerata) |

|  |           |                             |
|  | Marcatori | 76’ Galderisi 80’ Turchetta |

| Arbitro: | Gava (Conegliano) |

|             |           |                  |
| Serioli 39’ | Marcatori | 23’, 82’ Zannoni |

| Arbitro: | Da Pozzo (Monza) |

|                                    |           |  |
| Kieft 61’ (rig.) Fabbri 85’ (aut.) | Marcatori |  |

| Arbitro: | Greco (Lecce) |

|                   |           |                                        |
| Pradella 66’, 89’ | Marcatori | 23’ Galluzzo 34’ Finardi 88’ Bongiorni |

| Arbitro: | Esposito (Torre del Greco) |

|                                      |           |                                            |
| Snidaro 45’ Crialesi 56’ Madonna 88’ | Marcatori | 23’ Progna 33’ Armenise 69’ Muro 81’ Kieft |

| Arbitro: | Pirandola (Lecce) |

|                           |           |  |
| Galderisi 24’ (rig.), 65’ | Marcatori |  |

| Arbitro: | Casarin (Milano) |

|              |           |  |
| Marocchi 49’ | Marcatori |  |

| Arbitro: | Tarallo (Como) |

|              |           |             |
| Galluzzo 13’ | Marcatori | 76’ Madonna |

| Parma 28 agosto 1985, ore 20:30 CEST 3ª giornata | Parma               | 0 – 0 referto | Pisa | Stadio Ennio Tardini\| Arbitro: \| Coppetelli (Tivoli) \| |
| Arbitro:                                         | Coppetelli (Tivoli) |               |      |                                                           |

| Parma 1º settembre 1985, ore 20:30 CEST 4ª giornata | Parma            | 0 – 0 referto | Bologna | Stadio Ennio Tardini\| Arbitro: \| Baldas (Trieste) \| |
| Arbitro:                                            | Baldas (Trieste) |               |         |                                                        |

| Arbitro: | Da Pozzo (Monza) |

|               |           |                  |
| Simonetta 57’ | Marcatori | 1’ Elkjær Larsen |

| Arbitro: | Pezzella (Frattamaggiore) |

|                                |           |             |
| Muro 49’ Kieft 55’ Mariani 66’ | Marcatori | 53’ Bencina |

| Arbitro: | Ongaro (Rovigo) |

|                                      |           |              |
| De Vecchi 47’ (rig.) Piangerelli 82’ | Marcatori | 4’ Simonetta |

| Arbitro: | Pellicanò (Reggio Calabria) |

|           |           |  |
| Bordin 5’ | Marcatori |  |

| Arbitro: | Longhi (Roma) |

|                |           |              |
| Di Gennaro 50’ | Marcatori | 76’ Baldieri |

### Girone 6
| Squadra     | P.ti | G | V | N | P | GF | GS | DR  |
| ----------- | ---- | - | - | - | - | -- | -- | --- |
| 1. Udinese  | 10   | 5 | 5 | 0 | 0 | 12 | 2  | +10 |
| 2. Milan    | 7    | 5 | 3 | 1 | 1 | 7  | 4  | +3  |
| 3. Reggiana | 4    | 5 | 1 | 2 | 2 | 3  | 6  | -3  |
| 4. Genoa    | 4    | 5 | 0 | 4 | 1 | 4  | 8  | -4  |
| 5. Arezzo   | 3    | 5 | 1 | 1 | 3 | 5  | 6  | -1  |
| 6. Cagliari | 2    | 5 | 0 | 2 | 3 | 1  | 6  | -5  |

#### Risultati
| Arbitro: | Pairetto (Torino) |

|                         |           |                              |
| Faccenda 8’ Marulla 90’ | Marcatori | 68’ (aut.) Mileti 74’ Virdis |

| Reggio Emilia 21 agosto 1985, ore 20:45 CEST 1ª giornata | Reggiana            | 0 – 0 referto | Cagliari | Stadio Mirabello\| Arbitro: \| Amendolia (Messina) \| |
| Arbitro:                                                 | Amendolia (Messina) |               |          |                                                       |

| Arbitro: | Lamorgese (Potenza) |

|             |           |  |
| Colombo 51’ | Marcatori |  |

| Arbitro: | Vecchiatini (Bologna) |

|              |           |              |
| Ugolotti 40’ | Marcatori | 81’ Policano |

| Arbitro: | D'Elia (Salerno) |

|  |           |            |
|  | Marcatori | 4’ Hateley |

| Arbitro: | Testa (Prato) |

|                       |           |                                          |
| Cacciatori 78’ (rig.) | Marcatori | 4’, 35’ (rig.), 50’ Edinho 60’ Carnevale |

| Arbitro: | Gava (Conegliano) |

|                            |           |  |
| Mangoni 18’, 48’ Butti 66’ | Marcatori |  |

| Arbitro: | D'Innocenzo (Ciampino) |

|            |           |  |
| Virdis 68’ | Marcatori |  |

| Arbitro: | Leni (Perugia) |

|                                                        |           |  |
| Criscimanni 14’ Storgato 48’ Colombo 66’ Carnevale 68’ | Marcatori |  |

| Arbitro: | Bianciardi (Siena) |

|            |           |                            |
| Casale 31’ | Marcatori | 43’ Chierico 55’ Carnevale |

| Arbitro: | Tarallo (Como) |

|            |           |                |
| Marulla 1’ | Marcatori | 46’ D'Agostino |

| Arbitro: | Lo Bello (Siracusa) |

|                                          |           |              |
| Di Bartolomei 61’ Wilkins 68’ Virdis 89’ | Marcatori | 41’ Ugolotti |

| Cagliari 4 settembre 1985, ore 20:30 CEST 5ª giornata | Cagliari     | 0 – 0 referto | Genoa | Stadio Sant'Elia\| Arbitro: \| Baldi (Roma) \| |
| Arbitro:                                              | Baldi (Roma) |               |       |                                                |

| Arbitro: | Greco (Lecce) |

|                |           |  |
| Cacciatori 26’ | Marcatori |  |

| Arbitro: | Pieri (Genova) |

|               |           |  |
| Carnevale 59’ | Marcatori |  |

### Girone 7
| Squadra           | P.ti | G | V | N | P | GF | GS | DR |
| ----------------- | ---- | - | - | - | - | -- | -- | -- |
| 1. Torino         | 8    | 5 | 3 | 2 | 0 | 11 | 5  | +6 |
| 2. Como           | 7    | 5 | 3 | 1 | 1 | 7  | 6  | +1 |
| 3. Triestina      | 5    | 5 | 1 | 3 | 1 | 6  | 6  | 0  |
| 4. Varese         | 4    | 5 | 1 | 2 | 2 | 5  | 6  | -1 |
| 5. Sambenedettese | 3    | 5 | 1 | 1 | 3 | 5  | 7  | -2 |
| 6. Rimini         | 3    | 5 | 1 | 1 | 3 | 7  | 11 | -4 |

#### Risultati
| Arbitro: | D'Innocenzo (Ciampino) |

|             |           |               |
| Todesco 71’ | Marcatori | 28’ Pescatori |

| Arbitro: | Redini (Pisa) |

|             |           |                        |
| Fattori 13’ | Marcatori | 38’ Comi 43’ Schachner |

| Arbitro: | Fabricatore (Roma) |

|                        |           |                         |
| Cinello 18’ Romano 83’ | Marcatori | 78’ Pircher 81’ Sormani |

| Arbitro: | Sguizzato (Verona) |

|             |           |                                         |
| Pircher 49’ | Marcatori | 12’ Corradini 38’, 80’ Comi 83’ Dossena |

| Arbitro: | Bianciardi (Siena) |

|             |           |                                 |
| Manarin 32’ | Marcatori | 37’ Borgonovo 81’ (rig.) Dirceu |

| Arbitro: | Novi (Pisa) |

|  |           |                      |
|  | Marcatori | 35’ (rig.) Menichini |

| Arbitro: | Pirandola (Lecce) |

|             |           |                      |
| Sormani 88’ | Marcatori | 43’ Todesco 80’ Fusi |

| Arbitro: | Longhi (Roma) |

|              |           |             |
| De Falco 18’ | Marcatori | 27’ Pileggi |

| Arbitro: | Amendolia (Messina) |

|                   |           |  |
| Annoni 34’ (aut.) | Marcatori |  |

| Arbitro: | Esposito (Torre del Greco) |

|                        |           |            |
| Dirceu 55’ (rig.), 81’ | Marcatori | 86’ Romano |

| Arbitro: | Gava (Conegliano) |

|                                |           |             |
| Fattori 54’ Ferrari 79’ (rig.) | Marcatori | 34’ Pircher |

| Arbitro: | Vecchiatini (Bologna) |

|                    |           |                                 |
| Schachner 15’, 36’ | Marcatori | 58’ (rig.) Lucchi 75’ Pescatori |

| Arbitro: | Bruschini (Firenze) |

|                                  |           |            |
| Saveriano 34’ Sormani 66’ (rig.) | Marcatori | 55’ Lucchi |

| Arbitro: | Lanese (Messina) |

|                            |           |  |
| Júnior 32’ (rig.) Comi 86’ | Marcatori |  |

| Arbitro: | Gabbrielli (Prato) |

|                 |           |                   |
| Di Giovanni 15’ | Marcatori | 6’ (rig.) Manfrin |

### Girone 8
| Squadra       | P.ti | G | V | N | P | GF | GS | DR |
| ------------- | ---- | - | - | - | - | -- | -- | -- |
| 1. Roma       | 7    | 5 | 3 | 1 | 1 | 10 | 2  | +8 |
| 2. Messina    | 7    | 5 | 2 | 3 | 0 | 4  | 2  | +2 |
| 3. Ascoli     | 6    | 5 | 2 | 2 | 1 | 5  | 6  | -1 |
| 4. Campobasso | 4    | 5 | 1 | 2 | 2 | 2  | 3  | -1 |
| 5. Bari       | 4    | 5 | 1 | 2 | 2 | 3  | 6  | -3 |
| 6. Catanzaro  | 2    | 5 | 0 | 2 | 3 | 3  | 8  | -5 |

#### Risultati
| Arbitro: | Bruschini (Firenze) |

|                              |           |              |
| Trifunovic 24’ Marchetti 67’ | Marcatori | 29’ Imborgia |

| Arbitro: | Sguizzato (Verona) |

|          |           |  |
| Bivi 90’ | Marcatori |  |

| Arbitro: | Magni (Bergamo) |

|           |           |  |
| Orati 32’ | Marcatori |  |

| Arbitro: | Magni (Bergamo) |

|                |           |             |
| Incocciati 70’ | Marcatori | 14’ Rideout |

| Arbitro: | Tarallo (Como) |

|             |           |                         |
| Bonesso 50’ | Marcatori | 13’ (aut.) Della Pietra |

| Arbitro: | Lombardo (Marsala) |

|                                                     |           |          |
| Pruzzo 22’ Masi 51’ (aut.) Boniek 64’ Tovalieri 73’ | Marcatori | 77’ Soda |

| Arbitro: | Cassi (Pisa) |

|  |           |            |
|  | Marcatori | 8’ Perrone |

| Arbitro: | Luci (Firenze) |

|               |           |  |
| Schillaci 56’ | Marcatori |  |

| Arbitro: | D'Elia (Salerno) |

|                        |           |  |
| Tovalieri 5’, 53’, 68’ | Marcatori |  |

| Campobasso 1º settembre 1985, ore 20:30 CEST 4ª giornata | Campobasso        | 0 – 0 referto | Roma | Stadio Nuovo Romagnoli\| Arbitro: \| Pairetto (Torino) \| |
| Arbitro:                                                 | Pairetto (Torino) |               |      |                                                           |

| Arbitro: | Leni (Perugia) |

|              |           |          |
| Cozzella 48’ | Marcatori | 13’ Bivi |

| Arbitro: | Testa (Prato) |

|                     |           |                |
| Catalano 42’ (rig.) | Marcatori | 16’ Incocciati |

| Arbitro: | Casarin (Milano) |

|  |           |                                       |
|  | Marcatori | 14’ Cerezo 17’ Giannini 40’ Tovalieri |

| Arbitro: | Frigerio (Milano) |

|  |           |              |
|  | Marcatori | 83’ Agostini |

| Catanzaro 4 settembre 1985, ore 17:00 CEST 5ª giornata | Catanzaro          | 0 – 0 referto | Messina | Stadio Comunale\| Arbitro: \| Bianciardi (Siena) \| |
| Arbitro:                                               | Bianciardi (Siena) |               |         |                                                     |

## Fase finale

### Ottavi di finale
| Squadra 1                             | Totale | Squadra 2 | Andata | Ritorno |
| ------------------------------------- | ------ | --------- | ------ | ------- |
| andata 29/01/1986, ritorno 26/02/1986 |        |           |        |         |
| Como                                  | 2 - 1  | Juventus  | 1 - 0  | 1 - 1   |
| Empoli                                | 2 - 1  | Milan     | 1 - 0  | 1 - 1   |
| Fiorentina                            | 3 - 2  | Udinese   | 3 - 1  | 0 - 1   |
| Roma                                  | 3 - 2  | Atalanta  | 2 - 0  | 1 - 2   |
| Verona                                | 3 - 2  | Pisa      | 3 - 0  | 0 - 2   |
| Inter                                 | 4 - 2  | Padova    | 2 - 1  | 2 - 1   |
| Sampdoria                             | 5 - 2  | Lanerossi | 3 - 0  | 2 - 2   |
| Torino                                | 4 - 0  | Messina   | 2 - 0  | 2 - 0   |

#### Andata
| Arbitro: | Pezzella (Frattamaggiore) |

|                  |           |  |
| Corneliusson 17’ | Marcatori |  |

| Arbitro: | Baldi (Roma) |

|             |           |  |
| Cecconi 85’ | Marcatori |  |

| Arbitro: | Pairetto (Torino) |

|                            |           |                 |
| Pin 37’ Passarella 48’ 83’ | Marcatori | 20’ Criscimanni |

| Arbitro: | Bianciardi (Siena) |

|                           |           |  |
| Desideri 29’ Di Carlo 53’ | Marcatori |  |

| Arbitro: | Boschi (Parma) |

|                                 |           |  |
| Galderisi 12’ 75’ Sacchetti 16’ | Marcatori |  |

| Arbitro: | Bruschini (Firenze) |

|                        |           |             |
| Tardelli 26’ Fanna 41’ | Marcatori | 51’ Coppola |

| Arbitro: | Pirandola (Lecce) |

|                                     |           |  |
| Lorenzo 41’ (rig.) 62’ Matteoli 76’ | Marcatori |  |

| Arbitro: | Tuveri (Cagliari) |

|                      |           |  |
| Sabato 65’ Rossi 68’ | Marcatori |  |

#### Ritorno
| Arbitro: | Lombardo (Marsala) |

|            |           |                 |
| Bonini 42’ | Marcatori | 46’ (aut.) Brio |

| Arbitro: | Lo Bello (Siracusa) |

|           |           |                  |
| Rossi 35’ | Marcatori | 53’ Della Monica |

| Arbitro: | Magni (Bergamo) |

|              |           |  |
| Chierico 45’ | Marcatori |  |

| Arbitro: | Redini (Pisa) |

|                                   |           |              |
| Piovanelli 60’ Bonetti 79’ (aut.) | Marcatori | 21’ Graziani |

| Arbitro: | Frigerio (Milano) |

|                            |           |  |
| Volpecina 19’ Baldieri 54’ | Marcatori |  |

| Arbitro: | Testa (Prato) |

|            |           |                               |
| Valigi 55’ | Marcatori | 64’ (aut.) Seno 79’ Collovati |

| Arbitro: | Longhi (Roma) |

|                                      |           |                        |
| Schincaglia 6’ Pellegrini 41’ (aut.) | Marcatori | 17’ Vialli 51’ Salsano |

| Arbitro: | Pirandola (Lecce) |

|  |           |                          |
|  | Marcatori | 29’ Corradini 42’ Júnior |

### Quarti di finale
| Squadra 1                             | Totale | Squadra 2  | Andata | Ritorno |
| ------------------------------------- | ------ | ---------- | ------ | ------- |
| andata 07/05/1986, ritorno 21/05/1986 |        |            |        |         |
| Empoli                                | 3 - 5  | Fiorentina | 3 - 2  | 0 - 3   |
| Roma                                  | 3 - 2  | Inter      | 2 - 0  | 1 - 2   |
| Sampdoria                             | 6 - 3  | Torino     | 2 - 0  | 4 - 3   |
| Verona                                | 3 - 4  | Como       | 2 - 1  | 1 - 3   |

#### Andata
| Arbitro: | Paparesta (Bari) |

|                                          |           |                            |
| Zennaro 72’ Cecconi 73’ Della Monica 89’ | Marcatori | 13’ Maldera 76’ Battistini |

| Arbitro: | Agnolin (Bassano del Grappa) |

|                                   |           |  |
| Desideri 18’ (rig.) Tovalieri 29’ | Marcatori |  |

| Arbitro: | Lanese (Messina) |

|                              |           |  |
| Rossi 55’ (aut.) Mancini 90’ | Marcatori |  |

| Arbitro: | D'Elia (Salerno) |

|                 |           |                   |
| Vignola 57’ 65’ | Marcatori | 90’ Notaristefano |

#### Ritorno
| Arbitro: | Pairetto (Torino) |

|                                  |           |  |
| Monelli 1’ (rig.) 11’ Oriali 50’ | Marcatori |  |

| Arbitro: | Lo Bello (Siracusa) |

|                               |           |              |
| Brady 16’ (rig.) Mandelli 75’ | Marcatori | 44’ Giannini |

| Arbitro: | D'Elia (Salerno) |

|                                        |           |                                                 |
| Francini 33’ Mariani 47’ Schachner 67’ | Marcatori | 39’ Matteoli 43’ 90’ (rig.) Mancini 64’ Lorenzo |

| Arbitro: | Mattei (Macerata) |

|                                  |           |           |
| Casagrande 13’ Borgonovo 41’ 51’ | Marcatori | 18’ Verza |

### Semifinali
| Squadra 1 | Totale | Squadra 2  | Andata | Ritorno |
| --------- | ------ | ---------- | ------ | ------- |
| Roma      | 3 - 1  | Fiorentina | 2 - 0  | 1 - 1   |
| Sampdoria | 3 - 1  | Como       | 1 - 1  | 2 - 0   |

#### Andata
| Arbitro: | Pieri (Genova) |

|                            |           |  |
| Righetti 15’ Tovalieri 18’ | Marcatori |  |

| Arbitro: | Longhi (Roma) |

|             |           |              |
| Salsano 61’ | Marcatori | 72’ Maccoppi |

#### Ritorno
| Arbitro: | Lanese (Messina) |

|             |           |              |
| Monelli 50’ | Marcatori | 45’ Giannini |

| Arbitro: | Redini (Pisa) |

|                           |           |             |
| Albiero 85’ Borgonovo 96’ | Marcatori | 87’ Francis |

### Finale
| Squadra 1 | Totale | Squadra 2 | Andata | Ritorno |
| --------- | ------ | --------- | ------ | ------- |
| Sampdoria | 2 - 3  | Roma      | 2 - 1  | 0 - 2   |

#### Andata
| Arbitro: | Casarin (Milano) |

| |            | |
| Mancini 19’ Galia 67’ | Marcatori  | 45’ Tovalieri |
| Ivano Bordon Moreno Mannini Roberto Galia Fausto Pari Antonio Paganin Luca Pellegrini (c) Giuseppe Lorenzo (74' Massimiliano Fiondella) Fausto Salsano Trevor Francis Gianfranco Matteoli Roberto Mancini | Formazioni | Attilio Gregori Emidio Oddi Manuel Gerolin Stefano Desideri Settimio Lucci Ubaldo Righetti Francesco Graziani (c) Giuseppe Giannini Sandro Tovalieri Antonio Di Carlo Stefano Impallomeni |
| Eugenio Bersellini | Allenatori | Angelo Sormani Sven-Göran Eriksson (Direttore Tecnico) |

#### Ritorno
| Arbitro: | Lanese (Messina) |

| |            | |
| Desideri 43’ (rig.) Cerezo 89’ | Marcatori  | |
| Attilio Gregori Emidio Oddi Manuel Gerolin Stefano Desideri Settimio Lucci Ubaldo Righetti Francesco Graziani Giuseppe Giannini Roberto Pruzzo (c) (83' Stefano Impallomeni) Antonio Di Carlo Sandro Tovalieri (85' Toninho Cerezo) | Formazioni | Ivano Bordon Moreno Mannini Roberto Galia Fausto Pari Antonio Paganin Luca Pellegrini (c) Massimiliano Fiondella (56' Giuseppe Lorenzo) Fausto Salsano Trevor Francis Gianfranco Matteoli Roberto Mancini |
| Angelo Sormani (Direttore Tecnico) Sven-Göran Eriksson | Allenatori | Eugenio Bersellini |